# スペースシステムズ/ロラール

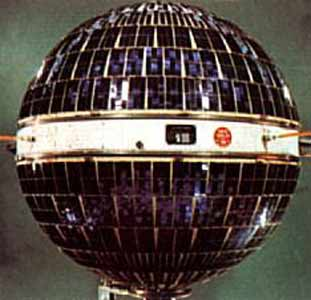
フィリコ時代の衛星、Courier-1A

スペースシステムズ・ロラール（Space Systems/Loral 、SS/L）はアメリカ合衆国カリフォルニア州、パロアルトに存在するロラール・スペース&コミュニケーションズ社の製造子会社。
元々はフィリコ・フォード社のウェスタン・デベロープメント・ラボラトリーズ社として設立され、フォード・モーター社の宇宙技術部門のフォード・エアロスペース社に再編された。その後にフォード・モーターからフォード・エアロスペース社の宇宙系統部門をロラール社が7億1500万ドルで取得して現在の会社になった。
SS/Lは政府用から商用までの広い範囲で人工衛星や宇宙機械の設計と製作している。生産する衛星には高出力の家庭への直接映像配信目的のブロードキャスト衛星や商業用の気象衛星、デジタル音声の無線衛星、データネットワークに応用するスポットビーム衛星などが存在する。
SS/Lの顧客にはアジアサット、ディレクTV、エコー・スター、グローバルスター、ヒスパサット(Hispasat)、ヒューズ・ネットワーク・システムズ(Hughes Network Systems)、アイコ・グローバル・コミュニケーションズ(ICO Global Communications)、インテルサット、MTSAT、 JSCガスコム(JSC Gascom)、ローラルスカイネット(Loral Skynet)、NASA/NOAA、オプタス、パンアムサット(PanAmSat)、QuetzSat、SatMex、SES S.A.、SES New Skies、シン・サテライト、Sirius Satellite Radio、SpainSat、ViaSat、WildBlue、XM Satellite Radioなどが存在する。
SS/Lはその前史から技術刷新を行っており、フィリコ時代の1960年にはフィリコの製作したクーリエ1Bが世界で最初の通信中継衛星になった。近年ではの電気推進機関の研究で先駆しており、リチウムイオン電池や先進的複合材を商業衛星に利用しており、これはサイズと衛星のペイロード能力のかなりの増加と衛星の軌道上での長寿命化を可能にしている。また、利用者直通アプリケーションや、衛星と地上インフラを利用してモバイル機器利用者にサービス区域と容量性能の向上を提供するための地上からのビーム形成のための超出力システム応用のようなサービス向上のための技術を開発している。
SS/Lの主な競争相手はボーイング衛星開発センター、ロッキード・マーティン、タレス・アレーニア・スペース、EADS アストリアムなどの企業である。

## 1300シリーズ
SS/Lはパロアルトのプラットホームで1300系列に基づいた衛星を製造している。このシリーズに含まれる衛星はProtoStar I、ICO G1、SIRIUS FM-6、SES NEW SKIES NSS-12などが上げられる。2008年にはこのシリーズの48個の衛星が運用中で、さらに4台が打ち上げを待っており14台が生産中である。

## COTS への参加
SS/Lとコンスティレーション・サービス・インターナショナルは、SS/L 1300バスのプラットフォームに基づいた再使用型の軌道間輸送船を国際宇宙ステーション(ISS)への物資輸送に使うために商業軌道輸送サービス(COTS)に提案したが、NASAは最終的に他社のプロジェクトを選定した。
SS/L社は、Boeing North American社のRocketdyne Propulsion and Power Divisionの契約下で、ISSに対するバッテリOrbital Replacement Units (ORUs)、Battery Charge Discharge Units (BCDUs)、Sequential Shunt Units (SSUs)の提供を続けている。